# Dialeurodicus
Dialeurodicus is een geslacht van halfvleugeligen (Hemiptera) uit de familie witte vliegen (Aleyrodidae), onderfamilie Aleurodicinae.
De wetenschappelijke naam van dit geslacht werd voor het eerst geldig gepubliceerd door Cockerell in 1902. De typesoort is Aleurodicus cockerellii.

## Soorten
Dialeurodicus omvat de volgende soorten:
- Dialeurodicus bondariae Martin, 2004
- Dialeurodicus caballeroi Martin, 2004
- Dialeurodicus cockerellii (Quaintance, 1900)
- Dialeurodicus coelhi Bondar, 1928
- Dialeurodicus cornutus Bondar, 1923
- Dialeurodicus frontalis Bondar, 1923
- Dialeurodicus maculatus Bondar, 1928
- Dialeurodicus niger Bondar, 1923
- Dialeurodicus radifera (Sampson & Drews, 1941)
- Dialeurodicus silvestrii (Leonardi, 1910)
- Dialeurodicus similis Bondar, 1923
- Dialeurodicus tessellatus Quaintance & Baker, 1913